# Илия Муремов
Илия Муремов е български революционер, деец на „Охрана“ по време на Втората световна война.

## Биография
Илия Муремов е роден в костурското село Горенци, тогава в Османската империя, днес в Гърция. 
По време на окупацията на Гърция през Втората световна война се включва в дейността на „Охрана“ и действа като войвода на местната чета. На 25 март и 29 април 1944 година участва в защитата на селото срещу нападение от страна на ЕЛАС. При второто сражение на помощ на милицията се притичат четите от Загоричани, Бъмбоки, Олища и Черешница. Илия Муремов загива заедно с Петър Дангов, Ицо Дангов, Ицо Мурджов, Андрей Чалев и Сотир Вълчев. Еласистите дават 20 жертви в сражението.